# Andrew Stanton
Andrew Christopher Stanton Jr. (Rockport, Massachusetts; 3 de desembre de 1965) conegut com a Andrew Stanton, és un director de cinema, guionista, productor i actor de veu estatunidenca, més conegut pel seu treball en els estudis d'animació Pixar. El seu treball en cinema inclou escriure i dirigir A Bug's Life (1998), Buscant en Nemo (2003), i WALL·E (2008), i la seva primera pel·lícula d'acció en viu, John Carter (2012). També va co-escriure les pel·lícules de Toy Story i Monsters, Inc. (2001).
Amb Buscant en Nemo i WALL·E va guanyar dos Oscar a la millor pel·lícula d'animació. També va ser nominat al millor guió original per Buscant en Nemo, WALL·E y Toy Story (1995), i a un premi al millor guió adaptat per Toy Story 3 (2010).
Va dirigir una seqüela de Buscant en Nemo, Buscant la Dory, estrenada en 2016.

## Carrera

### Pixar
Stanton es va unir a la companyia d'animació Pixar en gener de 1990, i va ser el segon animador i novè general dels empleats contractats en l'estudi. En un començament va treballar en comercials de televisió. Amb John Lasseter, Pete Docter i Joe Ranft, Stanton va arrodonir l'original "Brain Trust" (el nucli d'animadors de l'empresa) i va ajudar a desenvolupar la idea per al primer llargmetratge animat totalment per computadora de la història i produït per Pixar, Toy Story, la qual va rebre una nominació al Oscar al millor guió original. Des de llavors, ha dirigit Buscant en Nemo i WALL·E -guanyadores ambdues de l'Oscar a la millor pel·lícula d'animació- i va ser codirector de A Bug's Life

### John Carter
El 2012, va fer el seu debut en una pel·lícula d'acció real amb John Carter, una adaptació a la pantalla gran de la novel·la A Princess of Mars, d'Edgar Rice Burroughs.
La pel·lícula va ser protagonitzada per Taylor Kitsch, Lynn Collins, Willem Dafoe, Samantha Morton, Dominic West i Mark Strong. El guió va ser escrit per Staton, Mark Andrews i Michael Chabon.
La pel·lícula va fracassar en taquilla, recaptant 284 milions de dòlars a nivell mundial contra un pressupost de 250 milions.
Encara que va ser un fracàs en taquilla la pel·lícula va obtenir crítiques mixtes i bones per part de l'audiència.

### Buscant la Dory i futurs projectes
Després de l'ensopegada que va ser John Carter, Staton va tornar a Pixar per a desenvolupar i dirigir Buscant la Dory, seqüela de Buscant en Nemo que va estrenar el 2016 i que va rebre molt bones crítiques i va ser un èxit de taquilla.
Staton va dir que li agradaria dedicar-se mes a l'acció en viu perquè és més fàcil de realitzar i perquè vol descansar una mica de l'animació. No ha donat detalls del seu pròxim projecte però va dir que seria feta amb actors reals.

## Filmografia

### Cinema
| 1995 | Toy Story                                            |    | Sí |    | Sí | Commercial Chorus  |
| 1998 | A Bug's Life                                         | Sí | Sí |    | Sí | Bug Zapper #1      |
| 1999 | Toy Story 2                                          |    | Sí |    | Sí | Emperador Zurg     |
| 2000 | Buzz Lightyear of Star Command: The Adventure Begins |    |    |    | Sí | Hamm               |
| 2001 | Monsters, Inc.                                       |    | Sí | Sí |    | Productor executiu |
| 2003 | Buscant en Nemo                                      | Sí | Sí |    | Sí | Veus addicionals   |
| 2003 | Exploring the Reef                                   |    |    | Sí |    | Productor executiu |
| 2004 | Els increïbles                                       |    |    |    | Sí | Veus addicionals   |
| 2006 | Cars                                                 |    |    |    | Sí | Fred               |
| 2007 | Ratatouille                                          |    |    | Sí |    | Productor executiu |
| 2008 | WALL·E                                               | Sí | Sí |    | Sí | Veus addicionals   |
| 2009 | Up                                                   |    |    | Sí |    | Productor executiu |
| 2010 | Toy Story 3                                          |    | Sí |    |    |                    |
| 2012 | John Carter                                          | Sí | Sí |    |    |                    |
| 2012 | Brave                                                |    |    | Sí |    | Productor executiu |
| 2013 | Monsters University                                  |    |    | Sí |    | Productor executiu |
| 2013 | Toy Story of Terror                                  |    |    | Sí |    | Productor executiu |
| 2015 | Inside Out                                           |    |    | Sí |    | Productor executiu |
| 2015 | The Good Dinosaur                                    |    |    | Sí |    | Productor executiu |
| 2016 | Buscant la Dory                                      | Sí | Sí |    | Sí | Veus addicionals   |
| 2019 | Toy Story 4                                          |    | Sí | Si |    |                    |

### Televisió
| 1987 | Mighty Mouse: The New Adventures (sèrie de televisió; 13 episodis) |  | Sí |  |  |  |

### Curtmetratges
| 1987 | A Story                 | Sí | Sí |    | Sí | Randy The Goon Squad |
| 1988 | Somewhere in the Arctic | Sí | Sí |    | Sí | Bahr                 |
| 2008 | BURN-E                  |    |    | Sí |    | Productor executiu   |
| 2008 | Presto                  |    |    | Sí |    | Productor executiu   |
| 2009 | Partly Cloudy           |    |    | Sí |    | Productor executiu   |

## Premis i nominacions
[[fitser:Andrew Stanton and Victor Navone.jpg|270px|miniatura|Andrew Stanton Victor Navone amb un Premi Oscar.]]

### Premis Oscar
| Any  | Categoria                    | Treball nominat | Resultat  |
| ---- | ---------------------------- | --------------- | --------- |
| 2010 | Millor guió Adaptat          | Toy Story 3     | Nominat   |
| 2008 | Millor pel·lícula d'animació | WALL·E          | Guanyador |
| 2008 | Millor guió Original         | WALL·E          | Nominat   |
| 2003 | Millor pel·lícula d'animació | Buscant en Nemo | Guanyador |
| 2003 | Millor guió Original         | Buscant en Nemo | Nominat   |
| 1995 | Millor guió Original         | Toy Story       | Nominat   |

### Globus d'Or
| Any  | Categoria                                  | Treball nominat | Resultat  |
| ---- | ------------------------------------------ | --------------- | --------- |
| 2009 | Globus d'Or a la millor pel·lícula animada | WALL·E          | Guanyador |
| 2004 | Millor pel·lícula comèdia o musical        | Buscant en Nemo | Nominat   |

### Premis BAFTA
| Año  | Categoría                               | pel·lícula      | Resultat  |
| ---- | --------------------------------------- | --------------- | --------- |
| 2008 | BAFTA a la millor pel·lícula d'animació | WALL·E          | Guanyador |
| 2003 | BAFTA al millor guió original           | Buscant en Nemo | Nominat   |

### BAFTA Children Awards
| Año  | Categoría                               | Trabajo nominat | Resultat  |
| ---- | --------------------------------------- | --------------- | --------- |
| 2008 | BAFTA a la millor pel·lícula d'animació | WALL·E          | Guanyador |
| 2003 | BAFTA a la millor pel·lícula            | Buscant en Nemo | Nominat   |
| 2003 | BAFTA a la millor pel·lícula            | Monsters, Inc.  | Guanyador |

### Premis Annie
| Any  | Categoria                                 | Treball nominat | Resultat  |
| ---- | ----------------------------------------- | --------------- | --------- |
| 2009 | Millor direcció en una pel·lícula animada | WALL·E          | Nominat   |
| 2009 | Millor pel·lícula animada                 | WALL·E          | Nominat   |
| 2004 | Millor direcció en una pel·lícula animada | Buscant en Nemo | Guanyador |
| 2004 | Millor guió en una pel·lícula animada     | Buscant en Nemo | Guanyador |
| 2003 | Millor guió en una pel·lícula animada     | Monsters, Inc.  | Nominat   |
| 2001 | Millor guió en una pel·lícula animada     | Toy Story 2     | Guanyador |
| 2000 | Millor direcció en una pel·lícula animada | A Bug's Life    | Nominat   |
| 2000 | Millor guió en una pel·lícula animada     | A Bug's Life    | Nominat   |
| 1997 | Millor guió en una pel·lícula animada     | Toy Story       | Guanyador |